# 古賀塔子
古賀 塔子（こが とうこ、2006年1月6日 - ）は、大阪府出身の女子サッカー選手。トッテナム・ホットスパーFCウィメン所属。サッカー日本女子代表。ポジションはディフェンダー。JFAアカデミー福島13期生。

## 経歴
大阪府出身。小学1年生のとき、兄の影響でサッカーを始める。

### シニア
2024年1月15日、オランダ・エールディヴィジに所属するフェイエノールトへ入団することが発表された。契約期間は2026年半ばまで。
2025年7月2日、イングランドのトッテナム・ホットスパーFCウィメンに4年契約で移籍加入することで合意した。国際的な承認と労働許可証が降り次第正式契約となる。

### 代表
2022年、FIFA U-17女子ワールドカップ インド大会に出場するU-17サッカー日本女子代表に選出された。
2023年6月、FIFA女子ワールドカップに挑むなでしこジャパンにトレーニングパートナーとして帯同。続く同年9月、第19回アジア競技大会に日本代表として選出、全試合に先発出場し、チームの大会2連覇に貢献した。
同年12月に行われたブラジル代表との国際親善試合に、なでしこジャパンとして高校生ながら初招集された。
2024年6月14日、2024年パリオリンピックに出場するなでしこジャパンメンバーに選出された。
2025年2月27日、2025 シービリーブスカップのアメリカ代表との優勝決定戦で決勝点を決めて同大会初優勝を果たした。

## 個人成績

### クラブ
| クラブ                   | シーズン     | リーグ           | 背番号 | リーグ戦 | リーグ戦 | カップ戦 | カップ戦 | リーグ杯 | リーグ杯 | UEFA | UEFA | 合計 | 合計 |
| クラブ                   | シーズン     | リーグ           | 背番号 | 出場     | 得点     | 出場     | 得点     | 出場     | 得点     | 出場 | 得点 | 出場 | 得点 |
| ------------------------ | ------------ | ---------------- | ------ | -------- | -------- | -------- | -------- | -------- | -------- | ---- | ---- | ---- | ---- |
| JFAアカデミー福島        | 2018         | チャレンジEAST   | 36     | 0        | 0        | 0        | 0        | —        | —        | —    | —    | 0    | 0    |
| JFAアカデミー福島        | 2019         | チャレンジEAST   | 29     | 3        | 0        | 0        | 0        | —        | —        | —    | —    | 3    | 0    |
| JFAアカデミー福島        | 2020         | チャレンジEAST   | 25     | 6        | 0        | 1        | 0        | —        | —        | —    | —    | 7    | 0    |
| JFAアカデミー福島        | 2021         | なでしこ2部      | 16     | 14       | 1        | 1        | 0        | —        | —        | —    | —    | 15   | 1    |
| JFAアカデミー福島        | 2022         | なでしこ2部      | 3      | 7        | 0        | 1        | 0        | —        | —        | —    | —    | 8    | 0    |
| JFAアカデミー福島        | 2023         | なでしこ2部      | 3      | 14       | 2        | 1        | 0        | —        | —        | —    | —    | 15   | 2    |
| JFAアカデミー福島        | 通算         | 通算             | 通算   | 44       | 3        | 4        | 0        | 0        | 0        | 0    | 0    | 48   | 3    |
| フェイエノールト         | 2023-24      | エールディヴィジ | 15     | 11       | 0        | 3        | 0        | —        | —        | -    | -    | 14   | 0    |
| フェイエノールト         | 2024-25      | エールディヴィジ | 15     | 21       | 3        | 3        | 0        | —        | —        | -    | -    | 24   | 3    |
| フェイエノールト         | 通算         | 通算             | 通算   | 32       | 3        | 6        | 0        | 0        | 0        | 0    | 0    | 38   | 3    |
| トッテナム・ホットスパー | 2025-26      | WSL              | 32     |          |          |          |          |          |          | -    | -    |      |      |
| 通算                     | 日本         | 日本             | 3部    | 44       | 3        | 4        | 0        | 0        | 0        | 0    | 0    | 48   | 3    |
| 通算                     | オランダ     | オランダ         | 1部    | 32       | 3        | 6        | 0        | 0        | 0        | 0    | 0    | 38   | 3    |
| 通算                     | イングランド | イングランド     | 1部    |          |          |          |          |          |          | 0    | 0    | 0    | 0    |
| 総通算                   | 総通算       | 総通算           | 総通算 | 76       | 6        | 10       | 0        | 0        | 0        | 0    | 0    | 86   | 6    |

1. ↑  プレーオフ順位決定戦を含む。

- 日本女子サッカーリーグ
  - 初出場 - 2019年4月28日 チャレンジリーグEAST 第3節 FC十文字VENTUS戦 (十文字学園女子大学サッカーグラウンド)[14]
  - 初得点 - 2021年4月11日 なでしこリーグ2部 第1節 岡山湯郷Belle戦 (時之栖スポーツセンター裾野グラウンド)[14]

- エールディヴィジ
  - 初出場 - 2024年2月1日 第12節 フォルトゥナ・シッタート（英語版）戦 (フォルトゥナ・シッタート・スタディオン)[15]
  - 初得点 - 2024年11月3日 第5節 SCヘーレンフェーン（英語版）戦 (アベ・レンストラ・スタディオン)[15]

### 代表
- 2023年11月30日 - 日本代表初出場 -  ブラジル戦 (国際親善試合、サンパウロ)
- 2024年5月31日 - 日本代表初得点 -  ニュージーランド戦 (国際親善試合、ムルシア)

#### 主な出場大会
- U-17日本女子代表
  - 2022年 - 2022 FIFA U-17女子ワールドカップ
- 日本女子代表（なでしこジャパン）
  - 2024年 - 2024年パリオリンピック
  - 2025年 - 2025 シービリーブスカップ

#### 試合数
| 日本代表 | 国際Aマッチ | 国際Aマッチ |
| 年       | 出場        | 得点        |
| -------- | ----------- | ----------- |
| 2023     | 2           | 0           |
| 2024     | 10          | 1           |
| 2025     | 7           | 1           |
| 通算     | 19          | 2           |

2025年6月27日現在

#### 出場試合
| 出場試合一覧 | 出場試合一覧   | 出場試合一覧 | 出場試合一覧                                           | 出場試合一覧     | 出場試合一覧   | 出場試合一覧       | 出場試合一覧                                                  | 出場試合一覧 |
| #            | 開催日         | 開催都市     | スタジアム                                             | 対戦国           | 結果           | 監督               | 大会                                                          | 出典         |
| ------------ | -------------- | ------------ | ------------------------------------------------------ | ---------------- | -------------- | ------------------ | ------------------------------------------------------------- | ------------ |
| 1.           | 2023年11月30日 | サンパウロ   | ネオ・キミカ・アレーナ                                 | ブラジル         | ● 3-4          | 池田太             | 国際親善試合                                                  | [ 16 ]       |
| 2.           | 2023年12月3日  | サンパウロ   | エスタジオ・シーセロ・ポンペウ・ヂ・トレド             | ブラジル         | ○ 2-0          | 池田太             | 国際親善試合                                                  | [ 17 ]       |
| 3.           | 2024年2月24日  | ジッダ       | プリンス・アブドゥッラー・アル・ファイサル・スタジアム | 北朝鮮           | △ 0-0          | 池田太             | 2024年パリオリンピック・アジア最終予選                        | [ 18 ]       |
| 4.           | 2024年2月28日  | 東京         | 国立競技場                                             | 北朝鮮           | ○ 2-1          | 池田太             | 2024年パリオリンピック・アジア最終予選                        | [ 19 ]       |
| 5.           | 2024年4月6日   | アトランタ   | メルセデス・ベンツ・スタジアム                         | アメリカ合衆国   | ● 1-2          | 池田太             | 2024 シービリーブスカップ                                     | [ 20 ]       |
| 6.           | 2024年4月9日   | コロンバス   | Lower.comフィールド                                    | ブラジル         | ● 1-1 (PK 0-3) | 池田太             | 2024 シービリーブスカップ                                     | [ 21 ]       |
| 7.           | 2024年5月31日  | ムルシア     | エスタディオ・ヌエバ・コンドミーナ                     | ニュージーランド | ○ 2-0          | 池田太             | 国際親善試合                                                  | [ 22 ]       |
| 8.           | 2024年6月3日   | ムルシア     | エスタディオ・ヌエバ・コンドミーナ                     | ニュージーランド | ○ 4-1          | 池田太             | 国際親善試合                                                  | [ 23 ]       |
| 9.           | 2024年7月13日  | 金沢         | 金沢ゴーゴーカレースタジアム                           | ガーナ           | ○ 4-0          | 池田太             | MS&ADカップ2024 ～能登半島地震復興支援マッチ がんばろう能登～ | [ 24 ]       |
| 10.          | 2024年7月25日  | ナント       | スタッド・ドゥ・ラ・ボージョワール                     | スペイン         | ● 1-2          | 池田太             | 2024年パリオリンピック                                        | [ 25 ]       |
| 11.          | 2024年7月28日  | パリ         | パルク・デ・プランス                                   | ブラジル         | ○ 2-1          | 池田太             | 2024年パリオリンピック                                        | [ 26 ]       |
| 12.          | 2024年8月3日   | パリ         | パルク・デ・プランス                                   | アメリカ合衆国   | ● 0-1 (延長)   | 池田太             | 2024年パリオリンピック                                        | [ 27 ]       |
| 13.          | 2025年2月20日  | ヒューストン | シェル・エナジー・スタジアム                           | オーストラリア   | ○ 4-0          | ニルス・ニールセン | 2025 シービリーブスカップ                                     | [ 28 ]       |
| 14.          | 2025年2月23日  | グレンデール | ステートファーム・スタジアム                           | コロンビア       | ○ 4-1          | ニルス・ニールセン | 2025 シービリーブスカップ                                     | [ 29 ]       |
| 15.          | 2025年2月27日  | サンディエゴ | スナップドラゴン・スタジアム                           | アメリカ合衆国   | ○ 2-1          | ニルス・ニールセン | 2025 シービリーブスカップ                                     | [ 30 ]       |
| 16.          | 2025年4月6日   | 大阪         | ヨドコウ桜スタジアム                                   | コロンビア       | △ 1-1          | ニルス・ニールセン | 国際親善試合                                                  | [ 31 ]       |
| 17.          | 2025年5月31日  | サンパウロ   | ネオ・キミカ・アレーナ                                 | ブラジル         | ● 1-3          | ニルス・ニールセン | 国際親善試合                                                  | [ 32 ]       |
| 18.          | 2025年6月3日   | サンパウロ   | エスタディオ・シセロ・デ・ソウザ・マルケス             | ブラジル         | ● 1-2          | ニルス・ニールセン | 国際親善試合                                                  | [ 33 ]       |
| 19.          | 2025年6月27日  | マドリード   | エスタディオ・ムニシパル・デ・ブタルケ                 | スペイン         | ● 1-3          | ニルス・ニールセン | 国際親善試合                                                  | [ 34 ]       |

#### ゴール
| ゴール一覧 | ゴール一覧    | ゴール一覧   | ゴール一覧                         | ゴール一覧       | ゴール一覧 | ゴール一覧         | ゴール一覧                | ゴール一覧 |
| #          | 開催日        | 開催都市     | スタジアム                         | 対戦国           | 結果       | 監督               | 大会                      | 出典       |
| ---------- | ------------- | ------------ | ---------------------------------- | ---------------- | ---------- | ------------------ | ------------------------- | ---------- |
| 1.         | 2024年5月31日 | ムルシア     | エスタディオ・ヌエバ・コンドミーナ | ニュージーランド | ○ 2-0      | 池田太             | 国際親善試合              | [ 35 ]     |
| 2.         | 2025年2月27日 | サンディエゴ | スナップドラゴン・スタジアム       | アメリカ合衆国   | ○ 2-1      | ニルス・ニールセン | 2025 シービリーブスカップ | [ 36 ]     |

## タイトル

### 代表
- 日本女子代表（なでしこジャパン）
  - アジア競技大会: 1回 (2023[注釈 2])
  - シービリーブスカップ: 1回 (2025)